# Polygonum idaeum
Polygonum idaeum är en slideväxtart som beskrevs av August von Hayek. Polygonum idaeum ingår i släktet trampörter, och familjen slideväxter. Inga underarter finns listade i Catalogue of Life.